# Vincenzo Satta
Vincenzo Satta (Nuoro, 5 agosto 1937) è un pittore italiano.

## Biografia
Satta nasce a Nuoro da una delle famiglie più facoltose della città, i genitori erano gli esattori N.H. Don Vincenzo Satta e Donna Maria Luigia Vento. Il più piccolo di cinque fratelli.
Visto il suo talento artistico il padre decide di mandarlo a Sassari a studiare nell'Istituto d'Arte della città nel 1960 e successivamente a Bologna si iscrive all’ Accademia di Belle Arti di Bologna dove insegna per più di venti anni al Liceo Artistico.
La prima mostra personale è a Bologna nel 1967 alla Galleria “Il Cancello” di Giovanni Ciangottini, presentato da Andrea Emiliani.
Nel corso degli anni è stato una presenza fondamentale nel dibattito critico sulla pittura bolognese, per la reticenza quasi rigorosa del suo lavoro, interamente basato sulla luce e sulle sue manifestazioni, radicalmente estraneo al gusto prevalente in città, caratterizzato da un materialismo tardo-informale.
Dopo la stagione della pittura analitica, che lo aveva visto partecipe e maestro, sulla fine degli anni settanta la sua ricerca si apre ad un segno più libero, a colori più azzardati e contrastanti, senza perdere il controllo di quella luce che nei precedenti lavori ne aveva fatto struttura e linguaggio.
Nel 1973 fu invitato da Giorgio Cortenova a partecipare alla mostra “Un futuro possibile. Nuova pittura”, presso il Centro Attività Visive di Palazzo dei Diamanti a Ferrara. Fu un’importante occasione di confronto internazionale, anche se la posizione di Satta rimase vicina a un’idea classica di astrazione, in dialogo sia con i maestri del passato, sia con i pittori contemporanei.
Oggi l'arte di Satta si caratterizza dell'uso colori quasi impercettibili con un rigoroso ordine geometrico.
I suoi quadri sono conservati presso molte collezioni private e pubbliche, in particolare il patrimonio artistico della Banca d'Italia e il Museo MACC.